# Паппа, Марко
Ма́рко Па́бло Па́ппа По́нсе (исп. Marco Pablo Pappa Ponce; род. 15 ноября 1987[…], Гватемала) — гватемальский футболист, полузащитник, выступал за сборную Гватемалы.

## Карьера

### Клубная карьера

#### «Мунисипаль»
Паппа начал молодёжную карьеру в шестнадцатилетнем возрасте в клубе «Мунисипаль» в 2004 году. Первый профессиональный матч в национальной лиге Паппа сыграл в августе 2006 года против клуба «Депортиво Петапа». Марко забил свой первый гол во время игры в матче против никарагуанского «Реаль Мадрис» в Клубном кубке UNCAF 2007.

#### «Чикаго Файр»
30 июля 2008 года, Паппа подписал соглашение на переход в аренду на полтора года в американский клуб «Чикаго Файр» и дебютировал в лиге MLS в матче против «Чивас США» 2 августа 2008 года. Марко забил свой первый гол в MLS 5 апреля 2009 года в матче против «Нью-Йорк Ред Буллз».
3 декабря 2009 года клуб «Чикаго Файр» выкупил Паппу из «Мунисипаля». Марко блестяще завершил сезон 2010 став лучшим бомбардиром клуба и вторым по количеству результативных передач. Его гол, забитый 10 апреля 2010 года в матче против «Сан-Хосе Эртквейкс», был удостоен престижной награды лиги MLS за лучший гол года.
В сезоне 2011 Паппа забил восемь голов за «Файр» и стал вторым лучшим бомбардиром сезона в команде. 28 сентября 2011 года Марко забил все три гола матча в гостях против «Реал Солт-Лейк», за что впоследствии удостоился награды «Игрок недели» MLS. Он стал вторым гватемальским игроком в лиге сделавшим хет-трик, после Карлоса Руиса в 2002—2003 годах.

#### «Херенвен»
13 августа 2012 года «Чикаго Файр» объявил, что Паппа подписал предварительный контракт с нидерландским клубом «Херенвен» выступающим в Эредивизи. Согласно контракту, Паппа должен был завершить сезон 2012 с «Чикаго Файр» и официально перейти в «Херенвен» после открытия трансферного периода 1 января 2013 года. Однако 30 августа 2012 года клубы пришли к обоюдному соглашению о немедленном трансфере Паппы в «Херенвен». Карьера Марко в клубе не стала успешной и 3 января 2014 года «Херенвен» заявил о разрыве контракта с Паппой.

#### «Сиэтл Саундерс»
Во время зимнего трансферного окна 2014 года Марко стал игроком клуба «Сиэтл Саундерс».

#### «Колорадо Рэпидз»
15 декабря 2015 года Паппа был обменян в «Колорадо Рэпидз» на средства распределения. Дебютировал он за клуб 6 марта в первом матче сезона 2016 против «Сан-Хосе Эртквейкс». А в следующем матче лиги, в игре с «Лос-Анджелес Гэлакси», состоявшейся 13 марта, забил свой первый гол за команду. После завершения сезона клуб не стал далее продлевать контракт с игроком.

#### Возвращение в Гватемалу
В январе 2017 года Паппа вернулся в свой первый клуб, гватемальский «Мунисипаль», заключив с ним контракт на шесть месяцев. По окончании клаусуры 2017, в которой клуб завоевал свой 30-й титул чемпионов страны, срок действия договора истёк и не был продлён, так как игрок решил подождать предложений из за рубежа.
В сентябре 2017 года Марко вновь возвратился в «Мунисипаль». 23 октября 2017 года «Мунисипаль» разорвал контракт с игроком из-за «нарушения внутренних правил», но позднее это решение было отменено.
После того как его контракт с клубом «Депортиво Петапа» сорвался, 9 октября 2018 года Паппа заключил контракт с клубом «Шелаху» на один сезон.
13 июня 2019 года Паппа подписал однолетний контракт с клубом «Депортиво Миско».

### Карьера в сборной
Паппа выступал за молодёжные сборные Гватемалы в возрастных категориях до 17, до 20, до 21 и до 23 лет. В 2008 году представлял Гватемалу в отборочном турнире Олимпийских Игр-2008, в котором сборной не хватило одного послематчевого пенальти для выхода в олимпийский турнир.
Первую игру за национальную сборную Паппа провёл 20 августа 2008 года в матче против США в отборочном турнире ЧМ-2010, выйдя на замену на 75-й минуте. В этом же турнире Марко забил свой первый гол за сборную в матче против Кубы 15 октября 2008 года.

## Голы за сборную Гватемалы
Первая цифра результата — голы Гватемалы.
| №  | Дата             | Стадион                                           | Соперник                 | Голы Паппы | Результат | Соревнование                      |
| 1  | 15 октября 2008  | Эстадио Педро Марреро, Гавана, Куба               | Куба                     | 1:1        | 1:2       | Отборочный матч ЧМ-2010           |
| 2  | 3 марта 2010     | Лос-Анджелес Мемориэл Колисеум, Лос-Анджелес, США | Сальвадор                | 1:0        | 2:1       | Товарищеский матч                 |
| 3  | 13 июня 2011     | Ред Булл Арена, Гаррисон, США                     | Гренада                  | 2:0        | 4:0       | Золотой кубок КОНКАКАФ 2011       |
| 4  | 2 сентября 2011  | Эстадио Матео Флорес, Гватемала, Гватемала        | Сент-Винсент и Гренадины | 1:0        | 4:0       | Отборочный матч ЧМ-2014           |
| 5  | 12 июня 2012     | Эстадио Матео Флорес, Гватемала, Гватемала        | США                      | 1:1        | 1:1       | Отборочный матч ЧМ-2014           |
| 6  | 15 августа 2012  | РФК Стэдиум, Вашингтон, США                       | Парагвай                 | 1:1        | 3:3       | Товарищеский матч                 |
| 7  | 3 сентября 2014  | РФК Стэдиум, Вашингтон, США                       | Сальвадор                | 1:0        | 2:1       | Центральноамериканский кубок 2014 |
| 8  | 3 сентября 2014  | РФК Стэдиум, Вашингтон, США                       | Сальвадор                | 2:0        | 2:1       | Центральноамериканский кубок 2014 |
| 9  | 10 сентября 2014 | Би-би-ви-эй Компасс Стэдиум, Хьюстон, США         | Гондурас                 | 1:0        | 2:0       | Центральноамериканский кубок 2014 |
| 10 | 10 сентября 2014 | Би-би-ви-эй Компасс Стэдиум, Хьюстон, США         | Гондурас                 | 2:0        | 2:0       | Центральноамериканский кубок 2014 |
| 11 | 13 октября 2015  | Лос-Анджелес Мемориэл Колисеум, Лос-Анджелес, США | Сальвадор                | 1:0        | 1:1       | Товарищеский матч                 |